# Súľovský hrádok
Súľovský hrádok je přírodní památka v katastrálním území obce Súľov-Hradná v okrese Bytča v Žilinském kraji. Území bylo vyhlášeno v roce 2001 a jeho rozloha je 16,28 hektaru. Předmětem ochrany jsou skalní útvary paleogenních slepenců s výskytem vzácných druhů rostlin a živočichů.